# Geoff Smith (Zehnkämpfer)
Geoff Smith (eigentlich Geoffrey John Smith; * 6. März 1945) ist ein ehemaliger australischer Zehnkämpfer.
Bei den British Commonwealth Games 1970 in Edinburgh siegte er mit seiner persönlichen Bestleistung von 7492 Punkten.
Von 1968 bis 1970 wurde er dreimal in Folge Australischer Meister.